# Commodore LCD

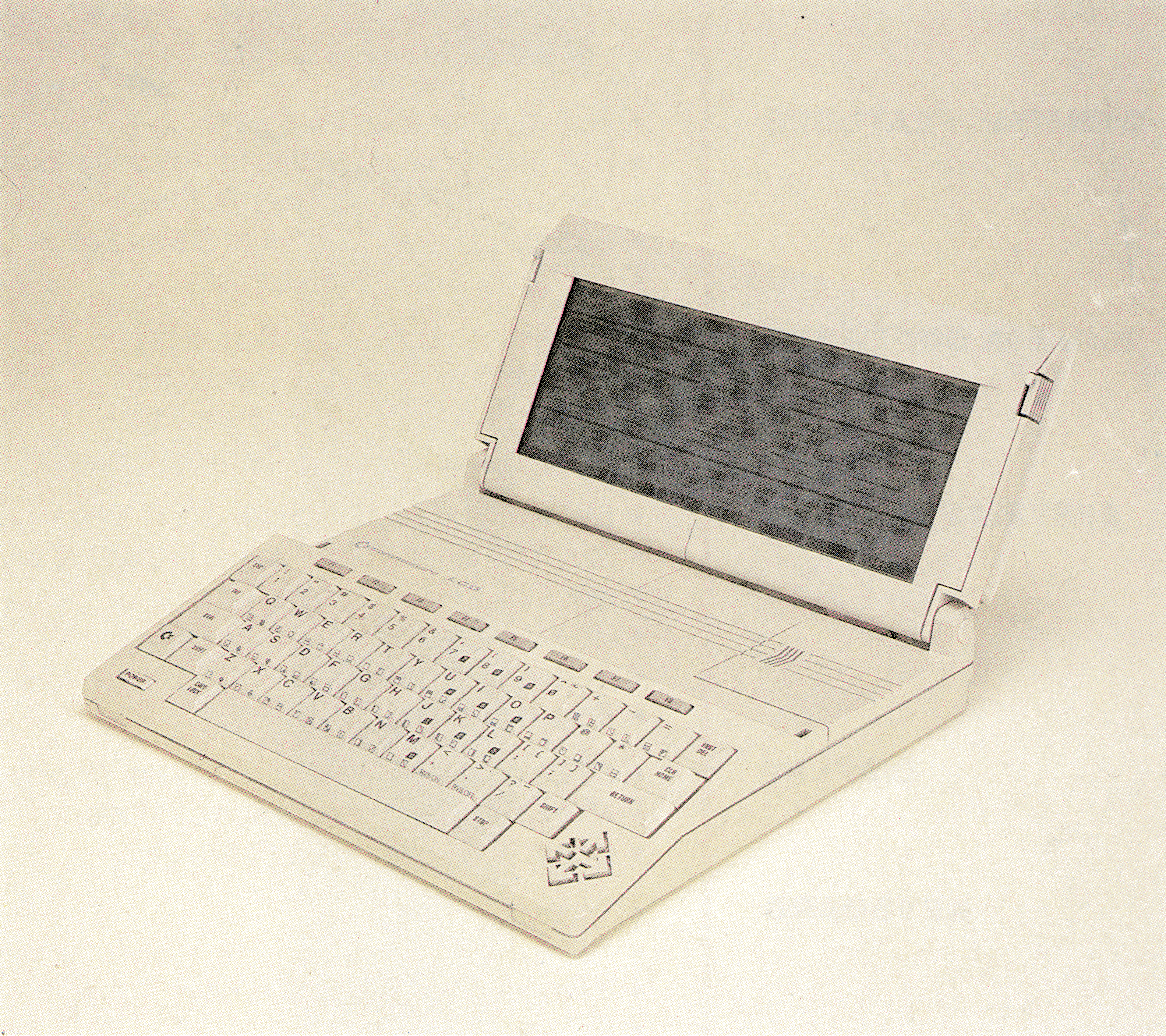
Commodore LCD

Der Commodore LCD oder auch CBM LCD war ein Laptop von Commodore, der im Januar 1985 vorgestellt, aber nie verkauft wurde.
Er war ausgestattet mit einem G65SC102-Prozessor mit 1 MHz Taktfrequenz von GTE/CMD, 32 kB RAM (erweiterbar auf 128 kB), 96 KB CMOS-ROM, einem Modem mit 300 bps, einer Tastatur mit 72 Tasten (Maschinenschreibtastatur mit 8 Funktions- und 4 Cursor-Tasten) und einer LCD, der 80 × 16 Zeichen und monochrome Grafiken mit einer Auflösung von 640 × 128 Pixel darstellen konnte. Aufgrund des Prozessors konnte das System mit vier 1,5 V NiCd-Akkus betrieben werden.
Das CMOS-ROM enthielt neben dem C64-kompatiblen BASIC 3.6 noch einen Notizblock, eine Textverarbeitung, Datenbank, Kalender, Taschenrechner und einen Dateimanager. Das BASIC enthielt keine Befehle zur Programmierung der Farbausgabe, da diese von der Hardware nicht unterstützt wurde.
An das Gerät konnte neben dem gesamten Zubehör des C64 auch ein HP-kompatibles Barcodelesegerät angeschlossen werden. Die Erweiterungen konnte man mittels eines speziellen Ports anschließen.
Für dieses Gerät war ein spezielles 3,5″-Diskettenlaufwerk, das VC1561, gedacht.